# Feliciano López
Feliciano López Díaz-Guerra (Toledo, 20 de septiembre de 1981) es un exjugador profesional español de tenis. Ha logrado un total de siete títulos ATP en individuales, 2 ATP 500 y 5 ATP 250, sumados a 2 ATP Challenger, y ha conseguido llegar a once finales, 3 ATP 500 y 8 ATP 250. En dobles ha logrado seis títulos y ha sido finalista en once ocasiones, logrando ganar Roland Garros en 2016 y ser finalista del US Open de 2017. Alcanzó el puesto n.º 12 de la clasificación mundial en 2015, posición que abandonó por última vez con 33 años y casi 9 meses. Ha finalizado catorce temporadas entre los Top 50 del ranking ATP, tres de las cuales las finalizó entre los Top 20, en 2011, 2014 y 2015. Campeón de cinco títulos de Copa Davis.
López ha destacado por su regular y longeva carrera. Es el tenista que ha participado en más cuadros principales de torneos ATP en la historia del tenis, lo ha hecho 491 veces. Luego de su participación en el Campeonato de Wimbledon 2022, se transformó en el tenista con más participaciones en torneos de Grand Slam de la historia, empatado con Roger Federer con 81 presencias. A su vez, 79 de estas participaciones fueron consecutivas, lo que lo sitúa como el tenista con más participaciones de Grand Slam consecutivas en la historia. En Roland Garros 2021 también superó a Fabrice Santoro como el tenista con más participaciones en la historia del torneo, con 21. Y es el primer tenista que logra 20 participaciones o más en cada uno de los cuatro Grand Slams. Además, luego de su participación en el Masters de Canadá 2021 se transformó en el tenista con más participaciones en torneos de categoría Masters 1000 de la historia, con 139. 
También ha finalizado entre los mejores 50 tenistas del ranking ATP durante 14 temporadas, situándose entre los 10 tenistas con más regularidad entre los top 50 de la historia. El 22 de junio de 2021 alcanzó su victoria número 500 como profesional, ubicándose en ese momento en el lugar 54.º entre los más ganadores de la historia. Está entre los 50 tenistas con más victorias en partidos de Grand Slam, alcanzando 98. Además es el tenista español con más victorias sobre césped con 87, superando a Nadal.
En 2005 se convirtió en el primer tenista español en alcanzar los cuartos de final en Wimbledon desde que Manuel Orantes lo lograra en 1972, ronda que repetiría en 2008 y 2011, y luego en el Abierto de Estados Unidos de 2015, siendo sus mayores logros en Grand Slam. En torneos Masters 1000 ha alcanzado cuatro veces las semifinales.
Con el servicio, uno de sus mejores golpes, es el cuarto jugador de la historia con más aces en una carrera, superando los 10.250. Además posee el noveno saque más rápido de la historia, con 242 km/h realizado en Toronto 2008.
Participó en los Juegos Olímpicos de Londres 2012 sustituyendo a Rafael Nadal en el cuadro individual. Finalmente cayó eliminado en octavos de final frente a Jo-Wilfried Tsonga, mientras que en el cuadro de dobles completó una buena actuación junto a David Ferrer a pesar de que terminaron perdiendo la medalla de bronce.
Ha sido parte del Equipo de Copa Davis de España ganadora en cinco ocasiones de la copa (en 2004, 2008, 2009, 2011 y 2019) junto a sus compañeros de equipo; Rafael Nadal, Juan Carlos Ferrero, David Ferrer, Tommy Robredo, Fernando Verdasco, Nicolás Almagro, Marcel Granollers, Roberto Bautista y Pablo Carreño.
En la Copa Davis 2021 derrotó al N.5 del ranking ATP, el ruso Andrey Rublev, con más de 40 años cumplidos, quedándose con el record de longevidad en victorias ante tenistas top 10.
La temporada ATP 2023 fue su última antes del retiro y el Torneo de Mallorca su último torneo donde cayó en cuartos de final ante Yannick Hanfmann, concretando el retiro con 41 años y 9 meses.

## Biografía
Poco después de cumplir dos años de edad se trasladó con su familia a vivir a Melilla. Al cumplir cinco años sus padres le regalaron su primera raqueta, y junto a su hermano Víctor aprendió a jugar al tenis de la mano de su padre, Feliciano. Pronto comenzó a mostrar cierta facilidad en la práctica del tenis. También practicaba otros deportes, como la natación y el fútbol, demostrando unas cualidades notables. Todo esto hizo que sus padres observaran que “Feli” tenía para el deporte una predisposición bastante buena, tanto física como técnica.[cita requerida]
Entre los 5 y los 8 años hizo compatibles estos deportes como actividades extraescolares pero, a partir de aquí y debido a la incompatibilidad de horarios, hubo de dejar otros deportes,  y se decidió por el tenis al ser el deporte que más le gustaba. En Melilla comenzó a competir en torneos de carácter local, ganando en campeonato de Melilla alevín (para menores de 12 años). En ese mismo año jugó su primer campeonato de España, en el club de Tenis Dunaflor, donde demostró que tenía muy buenas cualidades, a pesar de su corta edad. Al año siguiente jugó de nuevo el Campeonato de España alevín, en este caso en Murcia perdiendo en cuartos de final con Juan Carlos Ferrero, que era el máximo favorito.[cita requerida]
A los 12 años se trasladó a Madrid con su familia y comenzó a entrenar en la Federación de Tenis de Madrid, junto a su hermano Víctor. Obtuvo resultados muy buenos ganando 3 torneos internacionales en la categoría alevín y proclamándose finalista del Campeonato de España de la categoría.[cita requerida]
En los siguientes años sigue una progresión muy buena que le lleva a ganar el Campeonato de España infantil de 14 años y a formar parte del equipo nacional infantil. Al terminar la temporada es llamado por la Federación Española para formar parte del grupo de competición de la misma que entrena en el Centro de Alto Rendimiento de la Federación. Este fue un momento difícil porque marcharse a Barcelona suponía una decisión complicada, ya que tenía que marchar lejos de casa y de sus padres y esto a una edad tan temprana fue una decisión muy dura sobre todo para sus padres Feliciano y Belén.[cita requerida]
En septiembre de este año se marcha a Barcelona y desde entonces se encargan de su preparación Juan Avendaño. Durante los años que pasa en el CAR juega sus primeros circuitos satélites puntuables para el ranking ATP donde coge sus primeros puntos. También se proclama con 15 años campeón de España de la categoría cadete, formando parte de nuevo del equipo nacional de la categoría.[cita requerida]
En la etapa que transcurre entre los 17 y 18 años se estancó un poco su progresión debido a dos fracturas, una en su muñeca derecha y otra en la izquierda frenando un poco su integración en el circuito y su salto posterior al profesionalismo.[cita requerida]
A los 19 años abandona el CAR por motivos de edad y entra en un momento muy importante dentro de su carrera, porque en estos momentos estaba entre el 250 y 300 del ranking mundial, y el paso desde estos puestos hasta el TOP 100 mundial es muy complicado conseguirlo sin ayuda. Es en estos momentos donde se hace cargo de su preparación Francis Roig, y compartiendo grupo con Alberto Berasategui consigue escalar puestos dentro del ranking mundial y evolucionar mucho como tenista dentro de un ambiente que ha sido muy positivo dentro de la carrera de “Feli”. Un año más tarde y después de que Berasategui deje el tenis profesional, “Feli” sigue su preparación junto a Francis Roig, consiguiendo asentándose cada vez más dentro del circuito y entrando en el TOP 100 mundial.
Su antiguo entrenador hasta principios del año 2011 ha sido Francisco Clavet, conocido como "Pato" Clavet, exjugador de tenis profesional. Pero decidieron separarse.

### Vida personal
El 17 de julio de 2015 Feliciano López contrajo matrimonio con la modelo y presentadora Alba Carrillo de 29 años, al poco tiempo se separaron (sin acuerdo).
El 4 de junio de 2016 Feliciano junto al tenista Marc López ganó la final de dobles de Roland Garros, correspondiendo al segundo triunfo de España en dicha modalidad del Grand Slam parisino. La suma de la ausencia de su entonces esposa en este importante reconocimiento para el tenista, unido a que ella tampoco le había acompañado en el Madrid Open celebrado en mayo de 2016 en la Caja Mágica, confirmaron la crisis matrimonial de la pareja que había comenzado en marzo con la publicación de unas fotos en las que aparecía el tenista con una chica en un local de Miami mientras competía en Estados Unidos. Pocos días después de Roland Garros, el 14 de junio de 2016, se anunciaba en los medios el divorcio once meses después de la boda. Hasta la celebración del juicio se produjo entre los dos un cruce de acusaciones en los medios de forma pública y reiterativa, en los que Alba Carrillo tachaba al tenista de haberle sido infiel.
A principios de noviembre de 2016, comenzaba el juicio sobre el divorcio y la repartición de bienes, los cuales han producido una disputa entre los cónyuges ya que su matrimonio se efectuó en régimen de bienes gananciales, pero seis meses después de la boda Feliciano emplazó a Alba Carrillo a firmar la separación de bienes con una cláusula especial de carácter retroactivo aduciendo el tenista que le era necesario para obtener un beneficio en temas fiscales. En la primera vista oral del juicio, el tenista solo ofreció por la liquidación 200€ a su exmujer que lo interpretó como un intento de humillación pública. El 13 de noviembre, su exmujer cambiaba de estrategia judicial y sustituía a su anterior letrada por la mediática abogada Teresa Bueyes, la cual elevaba la reclamación inicial de 120.000€ a una cifra cercana a 1.700.000€, aduciendo que su cliente no era consciente de lo que estaba firmando al no estar asesorada por un abogado y encontrarse bajo tratamiento por depresión con informes médicos que lo atestiguan.
En 2019 se casó con la modelo Sandra Gago.[cita requerida] Se convirtió en padre por primera vez junto a su mujer el 4 de enero de 2021 con la llegada de su primer hijo, Darío.
Además de Alba, el tenista ha tenido varias relaciones entre las que destacan la actriz Úrsula Corberó o las modelo María José Suárez y Jessica Bueno
En 2023 participó en el concurso de televisión de Antena 3 Mask Singer: Adivina quién canta, bajo la máscara de Esqueleto. En 2025 participó en el concurso de televisión El desafío, emitido en la misma cadena.

## Estilo de juego
Es un jugador cuyas mayores influencias han sido el australiano Patrick Rafter (su ídolo) y el checo Radek Štěpánek.
Como muchos otros jugadores españoles es zurdo, pero a diferencia de ellos su revés es a una sola mano. Posee uno de los mejores servicios del circuito, con el que consigue varios puntos directos en los partidos. También es un buen jugador en la red, suele utilizar la técnica del saque-volea. Gracias a estas características puede acoplarse bien al juego de dobles y puede jugar muy bien en hierba, su pista favorita.

## Copa Davis

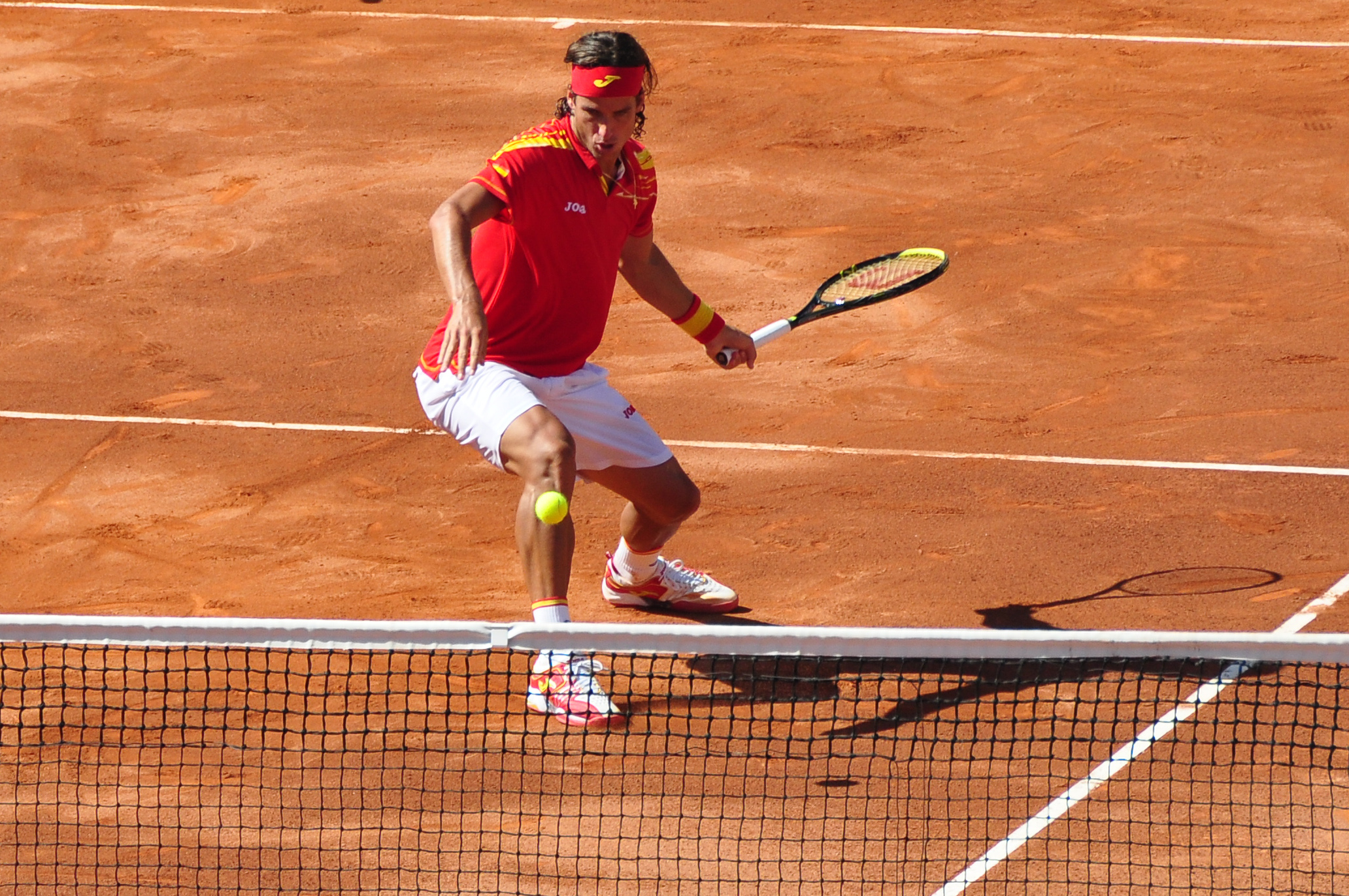
Feliciano en el partido de dobles de Copa Davis 2009 frente a Alemania

En el año 2003 cumple uno de sus grandes objetivos de su carrera, que es debutar en el equipo de Copa Davis. Lo hace además en la final, jugada en Melbourne (Australia), formando pareja en el doble con Àlex Corretja. A pesar de perder frente a una de las mejores parejas del mundo, fue algo muy importante para Feli el debutar en el equipo, un punto de inflexión en su carrera.
A principios de 2004 se produce su debut en los individuales de la Copa Davis en primera ronda disputada en Brno (República Checa), donde consigue su primera victoria. Esta victoria tiene un sabor muy especial para Feliciano, puesto que estaba en juego la permanencia en la eliminatoria del equipo y puesto que suponía su debut como singlista.
Participó en el equipo Español campeón de la Copa Davis 2008, ganando su partido de individuales a Juan Martín Del Potro por 6-4, 6(2)-7, 6(4)-7, 3-6. Y el doble junto a Fernando Verdasco por 7-5, 5-7, 6-7(5), 3-6 y en el del año 2009 donde gana el partido de dobles, junto con Verdasco a los checos Tomáš Berdych y Radek Štěpánek.
En la final de Copa Davis 2011, celebrada en el Estadio Olímpico de La Cartuja de Sevilla, donde formó pareja con Fernando Verdasco para el punto de dobles, se convirtió en el jugador español con más finales de Copa Davis disputadas.
En 2019, ganó otra copa Davis perdiendo el único partido individual que disputó a lo largo del torneo.[cita requerida]

### Ganados (5)
| Torneo          | Equipo | Eliminatorias                           |
| Copa Davis 2004 | Rafael Nadal Carlos Moyá Tommy Robredo Juan Carlos Ferrero Feliciano López Alberto Martín                   | 1R: 2-3 CF: 4-1 SF: 4-1 FN: 3-2         |
| Copa Davis 2008 | Rafael Nadal David Ferrer Feliciano López Fernando Verdasco Tommy Robredo Nicolás Almagro Marcel Granollers | 1R: 0-5 CF: 1-4 SF: 4-1 FN: 1-3         |
| Copa Davis 2009 | Rafael Nadal Fernando Verdasco David Ferrer Feliciano López Tommy Robredo Juan Carlos Ferrero               | 1R: 4-1 CF: 3-2 SF: 4-1 FN: 5-0         |
| Copa Davis 2011 | Rafael Nadal David Ferrer Feliciano López Fernando Verdasco Marcel Granollers                               | 1R: 1-4 CF: 1-3 SF: 4-1 FN: 3-1         |
| Copa Davis 2019 | Rafael Nadal Feliciano López Marcel Granollers Pablo Carreño Roberto Bautista                               | RR: 2-1 RR: 3-0 CF: 2-1 SF: 2-1 FN: 2-0 |

## Finales de Grand Slam

### Dobles

#### Títulos (1)
| Año  | Torneo        | Pareja     | Oponentes en la final | Resultado        |
| 2016 | Roland Garros | Marc López | Bob Bryan Mike Bryan  | 6-4, 6-7(6), 6-3 |

#### Finalista (1)
| Año  | Torneo             | Pareja     | Oponentes en la final         | Resultado |
| 2017 | Abierto de EE. UU. | Marc López | Jean-Julien Rojer Horia Tecău | 4-6, 3-6  |

## Títulos ATP (13; 7+6)

### Individual (7)
| Leyenda                  |
| Grand Slam (0)           |
| ATP World Tour Final (0) |
| ATP Masters 1000 (0)     |
| ATP World Tour 500 (2)   |
| ATP World Tour 250 (5)   |

| N.º | Fecha                 | Torneo           | Superficie    | Oponente en la final | Resultado               |
| --- | --------------------- | ---------------- | ------------- | -------------------- | ----------------------- |
| 1.  | 11 de octubre de 2004 | Viena            | Dura (i)      | Guillermo Cañas      | 6-4, 1-6, 7-5, 3-6, 7-5 |
| 2.  | 7 de febrero de 2010  | Johannesburgo    | Dura          | Stephane Robert      | 7-5, 6-1                |
| 3.  | 22 de junio de 2013   | Eastbourne       | Hierba        | Gilles Simon         | 7-6(2), 6-7(5), 6-0     |
| 4.  | 21 de junio de 2014   | Eastbourne (2)   | Hierba        | Richard Gasquet      | 6-3 6-7(5) 7-5          |
| 5.  | 24 de julio de 2016   | Gstaad           | Tierra batida | Robin Haase          | 6-4, 7-5                |
| 6.  | 25 de junio de 2017   | Queen's Club     | Hierba        | Marin Čilić          | 4-6, 7-6(2), 7-6(8)     |
| 7.  | 23 de junio de 2019   | Queen's Club (2) | Hierba        | Gilles Simon         | 6-2, 6-7(4), 7-6(2)     |

Aunque hoy en día el ATP de Viena es categoría 500, cuando lo ganó Feliciano repartía 250 puntos al ganador, por lo que se ha considerado a efectos de clasificación un ATP250.

#### Finalista (11)
| N.º | Fecha                 | Torneo       | Superficie    | Oponente en la final | Resultado                |
| --- | --------------------- | ------------ | ------------- | -------------------- | ------------------------ |
| 1.  | 1 de marzo de 2004    | Dubái        | Dura          | Roger Federer        | 6-4, 1-6, 2-6            |
| 2.  | 22 de agosto de 2005  | New Haven    | Dura          | James Blake          | 6-3, 5-7, 1-6            |
| 3.  | 10 de julio de 2006   | Gstaad       | Tierra batida | Richard Gasquet      | 6-7(4), 7-6(3), 3-6, 3-6 |
| 4.  | 3 de marzo de 2008    | Dubái        | Dura          | Andy Roddick         | 7-6(8), 4-6, 2-6         |
| 5.  | 1 de mayo de 2011     | Belgrado     | Tierra batida | Novak Djokovic       | 6-7(4), 2-6              |
| 6.  | 24 de febrero de 2013 | Memphis      | Dura          | Kei Nishikori        | 2-6, 3-6                 |
| 7.  | 15 de junio de 2014   | Queen's Club | Hierba        | Grigor Dimitrov      | 7-6(8), 6-7(1), 6-7(6)   |
| 8.  | 8 de febrero de 2015  | Quito        | Tierra batida | Víctor Estrella      | 2-6, 7-6(5), 6-7(5)      |
| 9.  | 4 de octubre de 2015  | Kuala Lumpur | Dura (i)      | David Ferrer         | 5-7, 5-7                 |
| 10. | 13 de agosto de 2016  | Los Cabos    | Dura          | Ivo Karlović         | 6-7(5), 2-6              |
| 11. | 18 de junio de 2017   | Stuttgart    | Hierba        | Lucas Pouille        | 6-4, 6-7(5), 4-6         |

### Dobles (6)
| Leyenda                    |
| Grand Slam (1)             |
| ATP Wourld Tour Finals (0) |
| ATP Masters 1000 (0)       |
| ATP World Tour 500 (3)     |
| ATP World Tour 250 (2)     |

| N.º | Fecha                 | Torneo        | Superficie    | Pareja             | Oponentes en la final                  | Resultado           |
| --- | --------------------- | ------------- | ------------- | ------------------ | -------------------------------------- | ------------------- |
| 1.  | 25 de octubre de 2004 | Estocolmo     | Dura          | Fernando Verdasco  | Wayne Arthurs Paul Hanley              | 6-4, 6-4            |
| 2.  | 8 de enero de 2016    | Doha          | Dura          | Marc López         | Philipp Petzschner Alexander Peya      | 6-4, 6-3            |
| 3.  | 4 de junio de 2016    | Roland Garros | Tierra batida | Marc López         | Bob Bryan Mike Bryan                   | 6-4, 6-7(6), 6-3    |
| 4.  | 29 de abril de 2018   | Barcelona     | Tierra batida | Marc López         | Aisam-ul-Haq Qureshi Jean-Julien Rojer | 7-6(5), 6-4         |
| 5.  | 23 de junio de 2019   | Queen's Club  | Hierba        | Andy Murray        | Rajeev Ram Joe Salisbury               | 7-6(6), 5-7, [10-5] |
| 6.  | 26 de febrero de 2022 | Acapulco      | Dura          | Stefanos Tsitsipas | Marcelo Arévalo Jean-Julien Rojer      | 7-5, 6-4            |

#### Finalista (11)
| N.º | Fecha                   | Torneos           | Superficie    | Pareja         | Oponentes                      | Resultado         |
| --- | ----------------------- | ----------------- | ------------- | -------------- | ------------------------------ | ----------------- |
| 1.  | 7 de mayo de 2001       | Mallorca          | Tierra batida | Francisco Roig | Donald Johnson Jared Palmer    | 5-7, 3-6          |
| 2.  | 19 de abril de 2004     | Valencia          | Tierra batida | Marc López     | Gastón Etlis Martín Rodríguez  | 5-7, 6-7(5)       |
| 3.  | 18 de abril de 2005     | Barcelona         | Tierra batida | Rafael Nadal   | Leander Paes Nenad Zimonjić    | 3-6, 3-6          |
| 4.  | 26 de febrero de 2011   | Dubái             | Dura          | Jérémy Chardy  | Sergiy Stajovski Mijaíl Yuzhny | 6-4, 3-6, [3-10]  |
| 5.  | 2 de marzo de 2014      | Acapulco          | Dura          | Max Mirnyi     | Kevin Anderson Matthew Ebden   | 3-6, 3-6          |
| 6.  | 18 de mayo de 2014      | Roma              | Dura          | Robin Haase    | Daniel Nestor Nenad Zimonjic   | 4-6, 6-7(2)       |
| 7.  | 1 de noviembre de 2015  | Valencia          | Dura (i)      | Max Mirnyi     | Eric Butorac Scott Lipsky      | 6-7(4), 3-6       |
| 8.  | 27 de febrero de 2016   | Dubái             | Dura          | Marc López     | Simone Bolelli Andreas Seppi   | 2-6, 6-3, [12-14] |
| 9.  | 4 de marzo de 2017      | Acapulco          | Dura          | John Isner     | Jamie Murray Bruno Soares      | 3-6, 3-6          |
| 10. | 23 de abril de 2017     | Montecarlo        | Tierra batida | Marc López     | Rohan Bopanna Pablo Cuevas     | 3-6, 6-3, [4-10]  |
| 11. | 8 de septiembre de 2017 | Abierto de EE.UU. | Dura          | Marc López     | Jean-Julien Rojer Horia Tecău  | 4-6, 3-6          |

## Clasificación en torneos del Grand Slam

### Individual
| Torneo          | 2000 | 2001 | 2002 | 2003 | 2004 | 2005 | 2006 | 2007 | 2008 | 2009 | 2010 | 2011 | 2012 | 2013 | 2014 | 2015 | 2016 | 2017 | 2018 | 2019 | 2020 | 2021 | 2022 | G-P   | Títulos |
| --------------- | ---- | ---- | ---- | ---- | ---- | ---- | ---- | ---- | ---- | ---- | ---- | ---- | ---- | ---- | ---- | ---- | ---- | ---- | ---- | ---- | ---- | ---- | ---- | ----- | ------- |
| Australian Open | A    | A    | A    | 3R   | 1R   | 3R   | 3R   | 2R   | 2R   | 1R   | 3R   | 2R   | 4R   | 2R   | 3R   | 4R   | 3R   | 1R   | 1R   | 1R   | 1R   | 3R   | 1R   | 24-20 | 0 / 20  |
| Roland Garros   | A    | 1R   | 2R   | 1R   | 4R   | 1R   | 1R   | 1R   | 1R   | 2R   | 1R   | 1R   | 1R   | 3R   | 2R   | 1R   | 3R   | 3R   | 1R   | 1R   | 1R   | 1R   | Q1   | 12-21 | 0 / 21  |
| Wimbledon       | Q2   | A    | 4R   | 4R   | 3R   | CF   | 1R   | 3R   | CF   | 1R   | 3R   | CF   | 1R   | 3R   | 4R   | 2R   | 3R   | 1R   | 2R   | 2R   | X    | 1R   |      | 34-19 | 0 / 19  |
| US Open         | A    | A    | 2R   | 1R   | 3R   | 2R   | 2R   | 4R   | 1R   | 1R   | 4R   | 3R   | 3R   | 3R   | 3R   | CF   | 2R   | 3R   | 1R   | 3R   | 1R   | 1R   |      | 28-20 | 0 / 20  |
| G-P             | 0-0  | 0-1  | 5-3  | 5-4  | 7-4  | 7-4  | 3-4  | 6-4  | 5-4  | 1-4  | 7-4  | 7-4  | 5-4  | 7-4  | 8-4  | 8-4  | 7-4  | 4-4  | 1-4  | 3-4  | 0-3  | 2-4  | 0-1  | 98-80 | 0 / 80  |

Nota: en 2020 no se disputó el torneo de Wimbledon debido a la pandemia del COVID-19.

### Dobles
| Torneo          | 2003 | 2004 | 2005 | 2006 | 2007 | 2008 | 2009 | 2010 | 2011 | 2012 | 2013 | 2014 | 2015 | 2016 | 2017 | 2018 | 2019 | G-P   | Títulos |
| --------------- | ---- | ---- | ---- | ---- | ---- | ---- | ---- | ---- | ---- | ---- | ---- | ---- | ---- | ---- | ---- | ---- | ---- | ----- | ------- |
| Australian Open | 1R   | 2R   | 1R   | 2R   | A    | 3R   | CF   | 2R   | 2R   | A    | 1R   | 1R   | CF   | 2R   | 3R   | 2R   | 1R   | 15-15 | 0 / 15  |
| Roland Garros   | 3R   | 1R   | 1R   | 1R   | 2R   | A    | 1R   | A    | 2R   | A    | 3R   | 3R   | 2R   | G    | 1R   | SF   | 2R   | 20-12 | 1 / 14  |
| Wimbledon       | 1R   | 2R   | 2R   | A    | A    | 3R   | A    | A    | A    | A    | A    | 2R   | A    | A    | 1R   | A    | 2R   | 6-5   | 0 / 7   |
| US Open         | 3R   | CF   | 3R   | 1R   | 2R   | CF   | A    | 1R   | A    | A    | 2R   | 1R   | 1R   | SF   | F    | 2R   | 2R   | 22-14 | 0 / 14  |
| G-P             | 3-4  | 5-4  | 3-3  | 1-3  | 2-2  | 6-2  | 3-2  | 1-2  | 2-1  | 0-0  | 3-3  | 3-4  | 4-3  | 11-2 | 7-4  | 6-3  | 3-4  | 63-46 | 1 / 50  |

## Clasificación en torneos ATP World Tour Masters 1000
| Torneo                                                                       | 2002 | 2003 | 2004 | 2005 | 2006 | 2007 | 2008 | 2009 | 2010 | 2011 | 2012 | 2013 | 2014 | 2015 | 2016 | 2017 | 2018 | 2019 | G-P     | Títulos |
| ---------------------------------------------------------------------------- | ---- | ---- | ---- | ---- | ---- | ---- | ---- | ---- | ---- | ---- | ---- | ---- | ---- | ---- | ---- | ---- | ---- | ---- | ------- | ------- |
| Indian Wells                                                                 | A    | 2R   | 2R   | 3R   | 1R   | 2R   | 2R   | 1R   | 3R   | 1R   | 2R   | 1R   | 4R   | CF   | 4R   | 2R   | 4R   | 2R   | 15-17   | 0 / 17  |
| Miami                                                                        | 2R   | 1R   | 2R   | 2R   | 2R   | 4R   | 3R   | 3R   | 3R   | 3R   | 2R   | A    | 3R   | 2R   | 2R   | 2R   | 2R   | 2R   | 12-17   | 0 / 17  |
| Montecarlo                                                                   | Q1   | 2R   | 2R   | 1R   | 2R   | A    | 1R   | 1R   | 1R   | 2R   | 1R   | A    | A    | A    | 1R   | 2R   | 2R   | Q1   | 6-12    | 0 / 12  |
| Hamburgo / Madrid                                                            | A    | 2R   | 1R   | 2R   | 1R   | A    | 1R   | 1R   | 3R   | 2R   | 1R   | 1R   | CF   | 2R   | 2R   | 3R   | 2R   | A    | 12-15   | 0 / 15  |
| Roma                                                                         | A    | 1R   | 1R   | 1R   | 1R   | A    | 1R   | 2R   | CF   | 3R   | 1R   | 1R   | 1R   | 2R   | 1R   | 1R   | 1R   | A    | 6-15    | 0 / 15  |
| Canadá                                                                       | A    | CF   | 2R   | 1R   | 1R   | Q1   | 2R   | 1R   | 1R   | 2R   | A    | 1R   | SF   | 1R   | A    | 1R   | Q1   | 1R   | 10-13   | 0 / 13  |
| Cincinnati                                                                   | A    | 2R   | 2R   | 1R   | 1R   | 1R   | 1R   | 1R   | 1R   | 2R   | 1R   | 3R   | 1R   | CF   | 2R   | 2R   | Q1   | Q2   | 10-15   | 0 / 15  |
| Madrid / Shanghái                                                            | 3R   | CF   | 2R   | 1R   | 1R   | CF   | CF   | SF   | 1R   | SF   | 3R   | 2R   | SF   | 3R   | 2R   | 2R   | Q1   | A    | 31-16   | 0 / 16  |
| París                                                                        | Q2   | 2R   | CF   | 2R   | Q1   | 1R   | 2R   | 1R   | 1R   | 3R   | 1R   | 2R   | 3R   | 2R   | 2R   | 2R   | 2R   | Q1   | 13-15   | 0 / 15  |
| G-P                                                                          | 3-2  | 11-9 | 7-9  | 3-9  | 2-8  | 7-5  | 6-9  | 6-9  | 6-9  | 14-9 | 2-8  | 4-7  | 15-8 | 10-8 | 6-8  | 6-9  | 5-6  | 2-3  | 115-135 | 0 / 135 |
| Leyenda: G:Torneo ganado; F:Finalista; SF:Semifinalista; CF:Cuartos de final |      |      |      |      |      |      |      |      |      |      |      |      |      |      |      |      |      |      |         |         |

- Desde 2009 el Master Series de Hamburgo pasó a la categoría ATP 500, desplazándose el Masters de Madrid al hueco de Hamburgo y ocupando Shanghái el hueco de Madrid.

## Títulos Challengers (2; 2+0)

### Individuales (2)
| N.º | Fecha      | Torneo   | Superficie    | Oponente en la final | Resultado |
| --- | ---------- | -------- | ------------- | -------------------- | --------- |
| 1.  | 09.08.2009 | Segovia  | Dura          | Adrian Mannarino     | 6-3, 6-4  |
| 2.  | 17.07.2011 | Bogotá 2 | Tierra batida | Carlos Salamanca     | 6-4, 6-3  |

#### Finalista en individuales (2)
| N.º | Fecha      | Torneo   | Superficie    | Oponente en la final | Resultado     |
| --- | ---------- | -------- | ------------- | -------------------- | ------------- |
| 1.  | 30.09.2001 | Maia     | Tierra batida | Jarkko Nieminen      | 7-5, 3-6, 4-6 |
| 2.  | 07.11.2021 | Tenerife | Dura          | Tallon Griekspoor    | 4-6, 4-6      |

### Dobles (0)

#### Finalista en dobles (2)
| N.º | Fecha      | Torneo       | Superficie    | Pareja         | Oponentes en la final            | Resultado        |
| --- | ---------- | ------------ | ------------- | -------------- | -------------------------------- | ---------------- |
| 1.  | 24.06.2001 | Braunschweig | Tierra batida | Francisco Roig | Karsten Braasch Jens Knippschild | 1-6, 1-6         |
| 2.  | 26.08.2001 | Ginebra      | Tierra batida | Francisco Roig | Diego del Río Orlin Stanoytchev  | 6-2, 5-7, 6-7(3) |

## Títulos no ATP
- Listado de títulos en torneos y exhibiciones no pertenecientes a la ATP (Asociación de Tenistas profesionales) y por tanto no puntuables para el ranking ATP.

### Finalista (2)
| N.º | Año  | Torneo                                  | Oponente en la final | Resultado     |
| 1.  | 2003 | Trofeo Internacional Ciudad de Albacete | Rafael Nadal         | 4-6, 6-7      |
| 2.  | 2004 | Trofeo Internacional Ciudad de Albacete | Fernando Verdasco    | 5-7, 6-3, 0-6 |